# 李沛瑶
李 沛瑶（り はいよう、1933年6月1日 - 1996年2月2日）は、中華人民共和国の政治家。父は同じく政治家の李済深。
広西チワン族自治区蒼梧県出身。中国国民党革命委員会中央主席、第八回全国人民代表大会副委員長を歴任した。1996年2月2日に自宅の警備を務めていた中国人民武装警察部隊の警察官・張金竜により殺害された。

## 略歴
- 1952年に北京航空学院飛行機製造学科に入学。
- 1957年に卒業。江西省南昌航空学校の教師を務めた。
- 1958年から国営の南昌飛行機製造廠の技術員、エンジニアを歴任。
- 1986年に中国国民党革命委員会に入党。
- 1992年12月より中国国民党革命委員会中央主席を担任した。
- 1993年3月より第八回全国人民代表大会副委員長を務めた。
- 1996年2月2日、李は自宅で、中国人民武装警察部隊の警察官張金竜により包丁で斬殺された[1]。